# Centreringsdorn

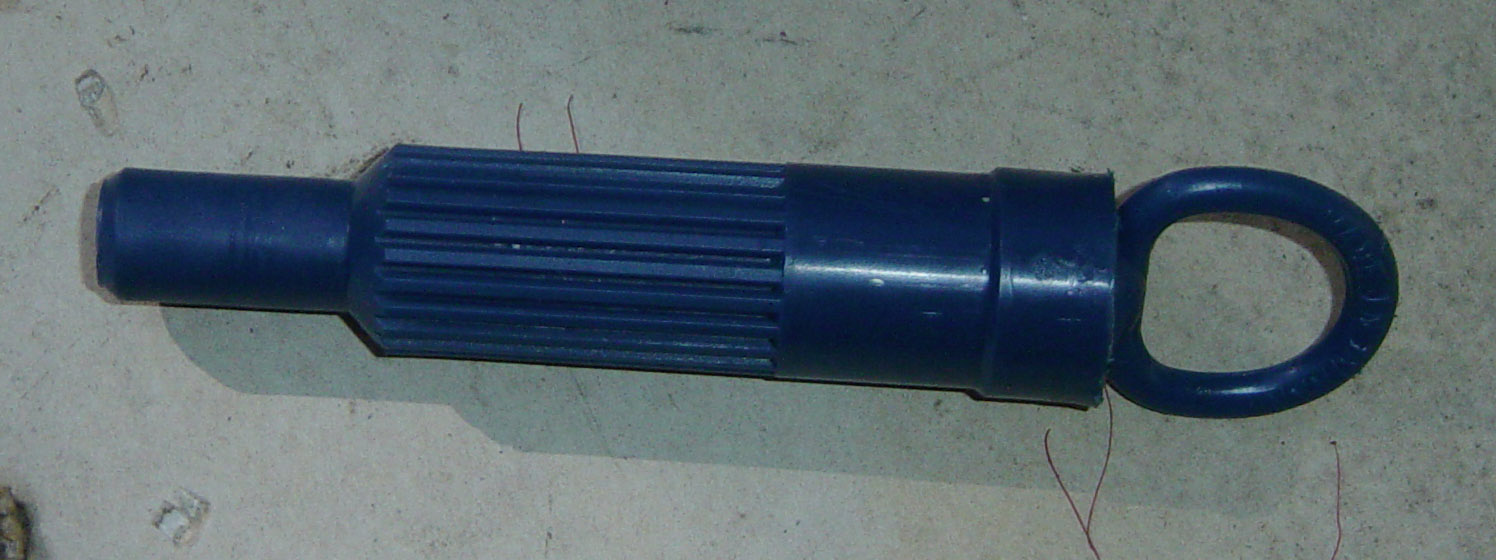
Centreringsdorn.

En centreringsdorn är ett verktyg som används för att underlätta då man byter koppling på en bil. Funktionen är att den centrerar lamellen som sitter mellan tryckplattan och svänghjulet, så att växellådan kan monteras utan problem. Om man byter koppling utan att ha någon centreringsdorn kan man hjälpligt centrera lamellen med hjälp av en skruvmejsel eller liknande, men får då räkna med en del arbete med att få lådans ingående axel att hamna rätt i både lamell och svänghjul.